# Lychrel-getal
Een Lychrel-getal is een natuurlijk getal dat niet in een palindroom resulteert na een eindig aantal keren iteratief optellen van de vorige uitkomst en diezelfde uitkomst met de cijfers in omgekeerde volgorde. De naam Lychrel werd in 2002 voorgesteld door Wade VanLandingham en het is een ruw anagram van Cheryl, de naam van zijn vriendin.
Het is niet bewezen dat er Lychrel-getallen bestaan. Het bestaan van Lychrel-getallen is een vermoeden. Wel zijn er getallen die met behulp van de computer tot vele miljoenen cijfers gecontroleerd zijn zonder in een palindroom te eindigen.

## Overzicht
Veel getallen eindigen al na enkele stappen in een palindroom:
23 + 32 = 55,
138 + 831 = 969.
377 + 773 = 1150, 1150 + 511 = 1661.
De eerste tien getallen waarvan men vermoedt dat het Lychrel-getallen zijn, zijn:
196, 295, 394, 493, 592, 689, 691, 788, 790, 879.
Er is een zekere systematiek in deze kandidaten, want als 196 een Lychrel-getal zou blijken te zijn, zijn ook 295, 394, 493, 592, 691 en 790 Lychrel-getallen, omdat:
196 + 691 = 887 = 295 + 592 = 394 + 493 = ...
Het algoritme om na te gaan of een getal mogelijk een Lychrel-getal is, wordt naar de kleinste kandidaat wel 196-algoritme genoemd.

## Zoektocht
196 zelf is door Wade VanLandingham tot ruim 750 miljoen iteraties doorberekend, tot een getal van 300 miljoen cijfers waarbij hij gebruik maakte van door de Nederlander Eric Goldstein geschreven software. In mei 2006 is Wade echter gestopt met, zoals hij het zelf noemde, the quest.
Ongeveer 80% van alle getallen onder de 10.000 eindigen in een palindroom in vier iteraties of minder en ongeveer 90% in zeven iteraties of minder. Alle getallen bestaande uit een of twee cijfers eindigen altijd een palindroom. Sommige getallen vereisen een groot aantal iteraties om te eindigen in een palindroom, zoals 89 (24 iteraties) of 1030020097997900 (197 iteraties). Het huidige record staat op 261 iteraties voor het getal 1186060307891929990 dat eindigt in een palindroom met 119 cijfers:
44562665878976437622437848976653870388884783662598425855963436955852489526638748888307835667984873422673467987856626544